# Hidden Timbre
Hidden Timbre ist eine deutsche Progressive-Metal-Band aus Gera, Thüringen.
Gegründet wurde Hidden Timbre 1994 von den beiden heute noch verbliebenen Gründungsmitgliedern Andreas Kaiser und Danny Schmidt. Seit 2018 verstärkt Sebastian Schulz die Band.
Zu ihren Musikalischen Vorbildern zählen unter anderem Mastodon, Opeth, Dream Theater, Led Zeppelin und Van der Graaf Generator.
Die Band wirkt zusätzlich zu ihrem musikalischen Schaffungsprozess in verschiedenen Projekten. Unter anderem entstand dabei 2007 gemeinsam mit dem Geraer Komponisten und Dirigenten Christian Frank das progressive Symphonik-Werk "Hereafter - Visionen aus dem Jenseits". Das progressive Werk Hereafter wird regelmäßig gemeinsam mit dem Konzertchor des Goethegymnasiums/Rutheneum Gera und dem B.S.P. Fusion Orchester aufgeführt, zuletzt 2018 in Zittau als Auftakt des Festivals "Kommen und Gehen".

## Geschichte
Die Band wurde 1994 durch Andreas Kaiser und Danny Schmidt gegründet. Nach mehrmaligen Besetzungswechseln bestand die Band zwischen 2003 und 2010 aus Anja Bräutigam (Gesang), Andreas Kaiser (Gitarre), Danny Schmidt (Schlagzeug), Clemens Prescher (Gitarre) und Mirko Schmidt (Bass). Nach 2010 übernahm Ronny Uhlemann als Sänger und Jonathan Hammer ersetzte Clemens Prescher an der Gitarre. Am 4. März 2018 gab die Band auf ihrer Facebookseite bekannt, dass Sänger Ronny Uhlemann und Gitarrist Jonathan Hammer die Band aus persönlichen Gründen verlassen hätten.

## Diskografie

### Alben
- 1998: Reintonation
- 2000: The Water
- 2003: Timbreland
- 2007: Hidden Timbre
- 2009: Hereafter – Visionen aus dem Jenseits
- 2013: Triangulation
- 2016: Odyssey

### EPs
- 2005: Leave